# Abwasserentgiftung
Die Abwasserentgiftung ist ein für den Umweltschutz unverzichtbares chemisches Verfahren, die Abwässer von jeglichen chemischen Abfällen und Fremdstoffen zu befreien. Sie ist ein wesentlicher Bestandteil der Abwasserreinigung und -behandlung in der Industrie.
Die früher sehr umstrittene und kostspielige Errichtung von Abwasserentgiftungsanlagen ist heute für viele Industriebetriebe Pflicht und selbstverständlich.
Die Abwässer aus Chemieanlagen sowie aus anderen Industriebetrieben, wie  Härtereien, Metallbeizereien und Galvanikbetrieben, enthalten häufig giftige Ionen, wie die Kationen Cd2+, Zn2+, Pb2+ oder die Anionen CrO42− (Chromate), CN− (Cyanide), NO2− (Nitrite). Sie müssen aus dem Abwasser entfernt werden, bevor es in den natürlichen Wasserkreislauf zurückgeführt wird. Dazu durchläuft das Abwasser nach der mechanischen und biologischen Reinigung als letzten Behandlungsschritt einen Einsäulen-Mischbett-Ionenaustauscher. In ihm sind Kationen- und Anionenaustauscherkugeln zu einer Schüttung gemischt. Die giftigen Ionen werden dort im Austausch gegen H+- oder OH−-Ionen gebunden. Die beladene Ionenaustauscherschüttung muss entsprechend mit Säuren und Laugen regeneriert werden.